# Hervormde begraafplaats Oudewater
De Hervormde begraafplaats Oudewater is een begraafplaats uit 1829 aan de Waardsedijk in de Nederlandse gemeente Oudewater.

## Toegangshek
Het gietijzeren toegangshek is in 1829 vervaardigd door IJzergieterij De Prins van Oranje. De twee geveleugelde zandlopers boven op de weerszijden van het hek zijn een uiting van funeraire kunst en staan symbool voor het vervliegen van de tijd en vergankelijkheid. Dit geeft het hek een cultuurhistorische waarde.
Er wordt ook architectuurhistorische waarde toegekend, omdat het hek geldt als een gaaf voorbeeld van een gietijzeren hek van een nationaal bekende ijzergieterij.

## Mausoleum
In 1895 werd in neoclassicistische stijl het mausoleum opgetrokken voor de familie Peperkamp. Het bouwwerk heeft de vorm van een klassieke tempel. Er is plaats voor zes graven en volgens de overlevering staat er een bronzen grafkist in. Voor het mausoleum staat een gietijzeren hekwerk met pieken.

## Afbeeldingen

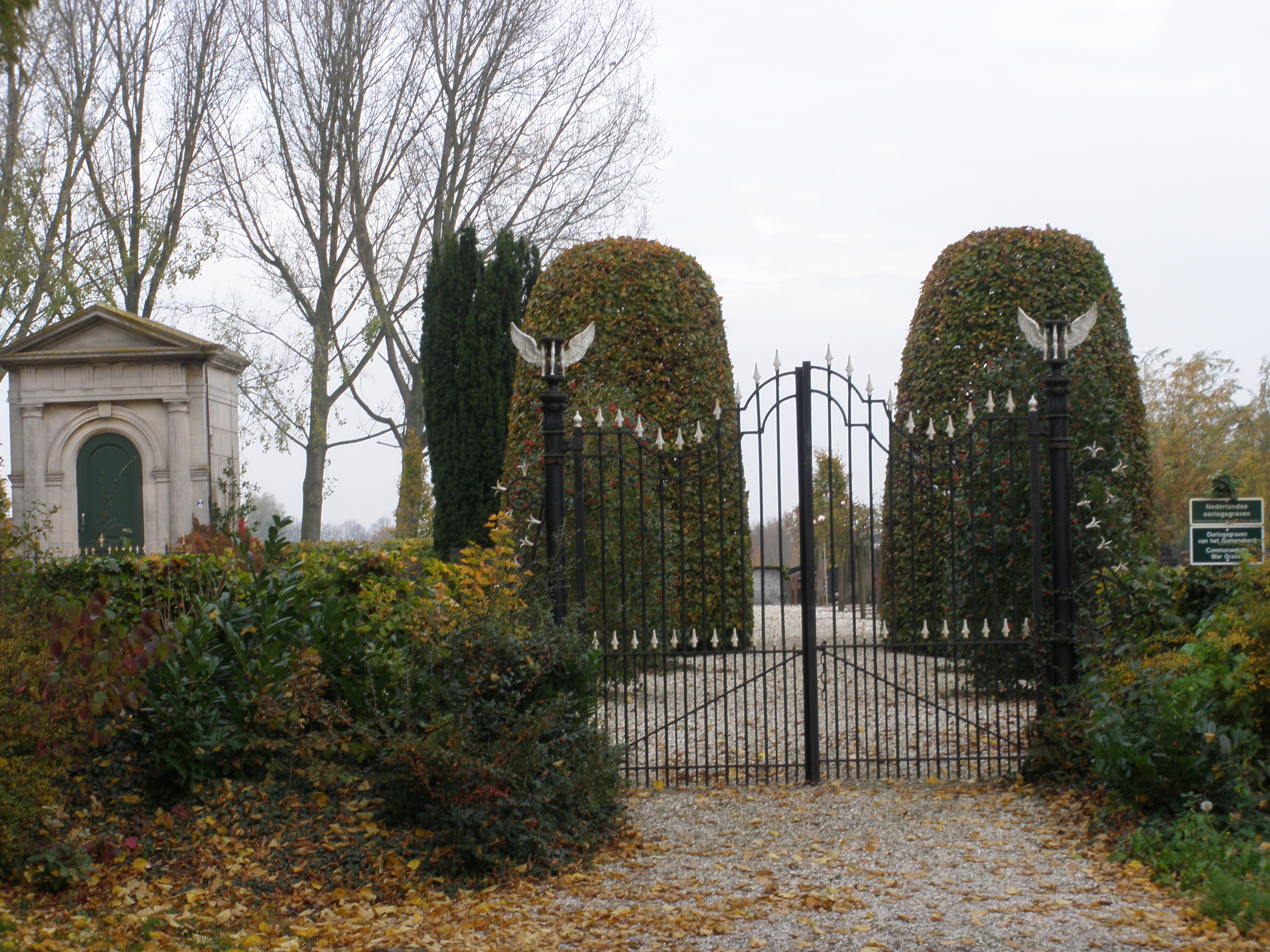
Gietijzeren toegangshek met gevleugelde zandlopers
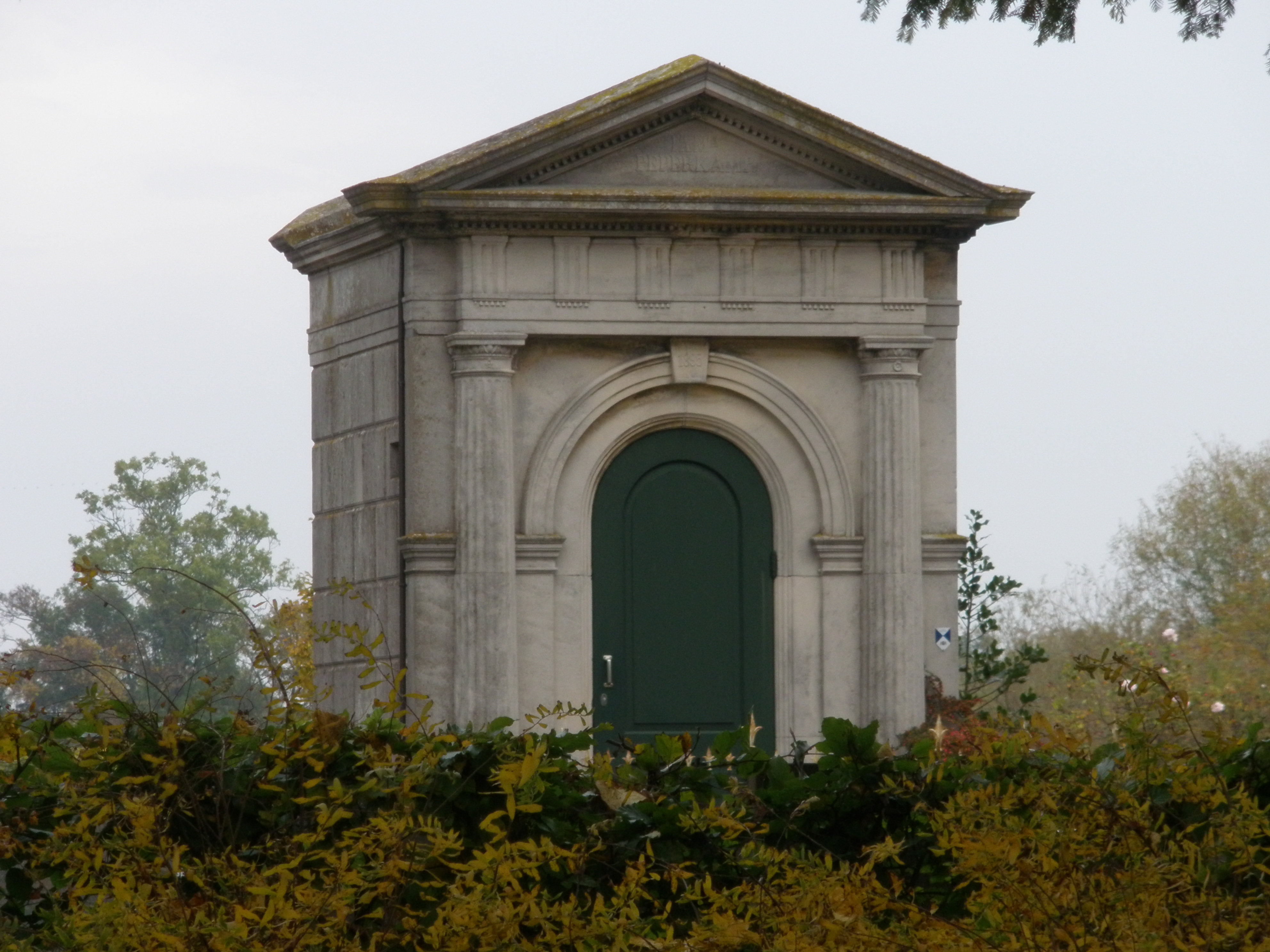
Mausoleum van de familie Peperkamp
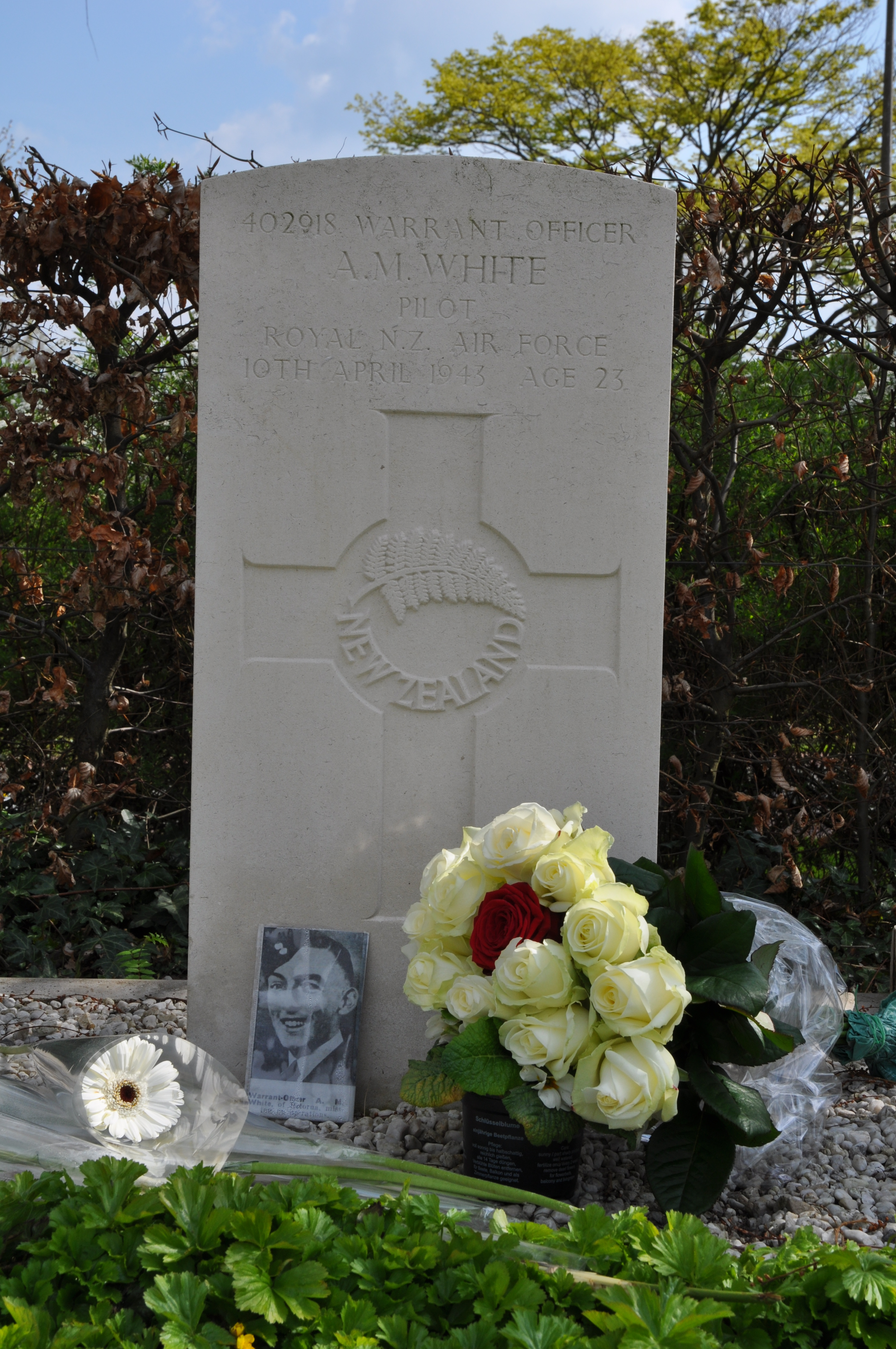
Oorlogsgraf
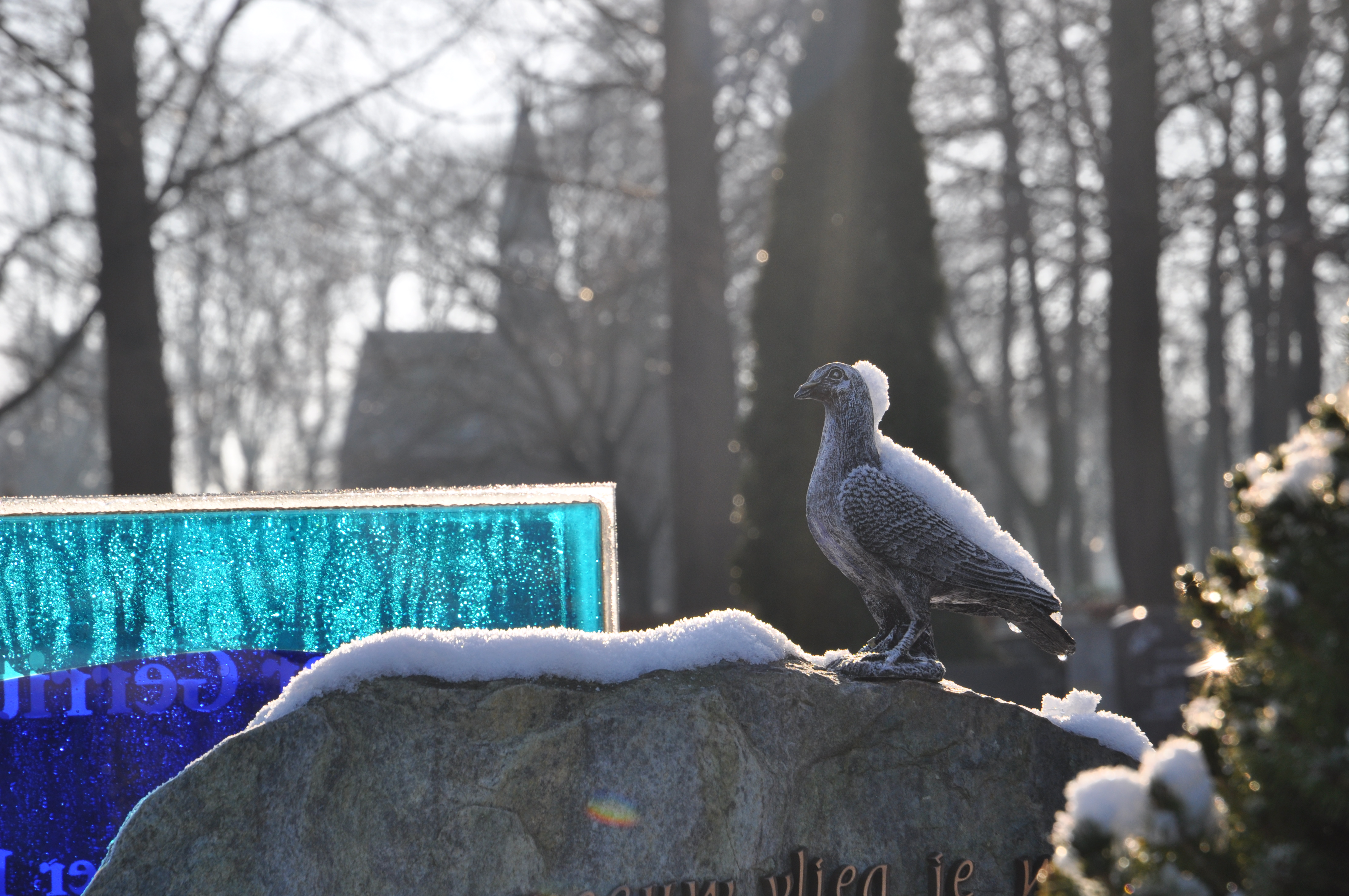
Graf in de winter
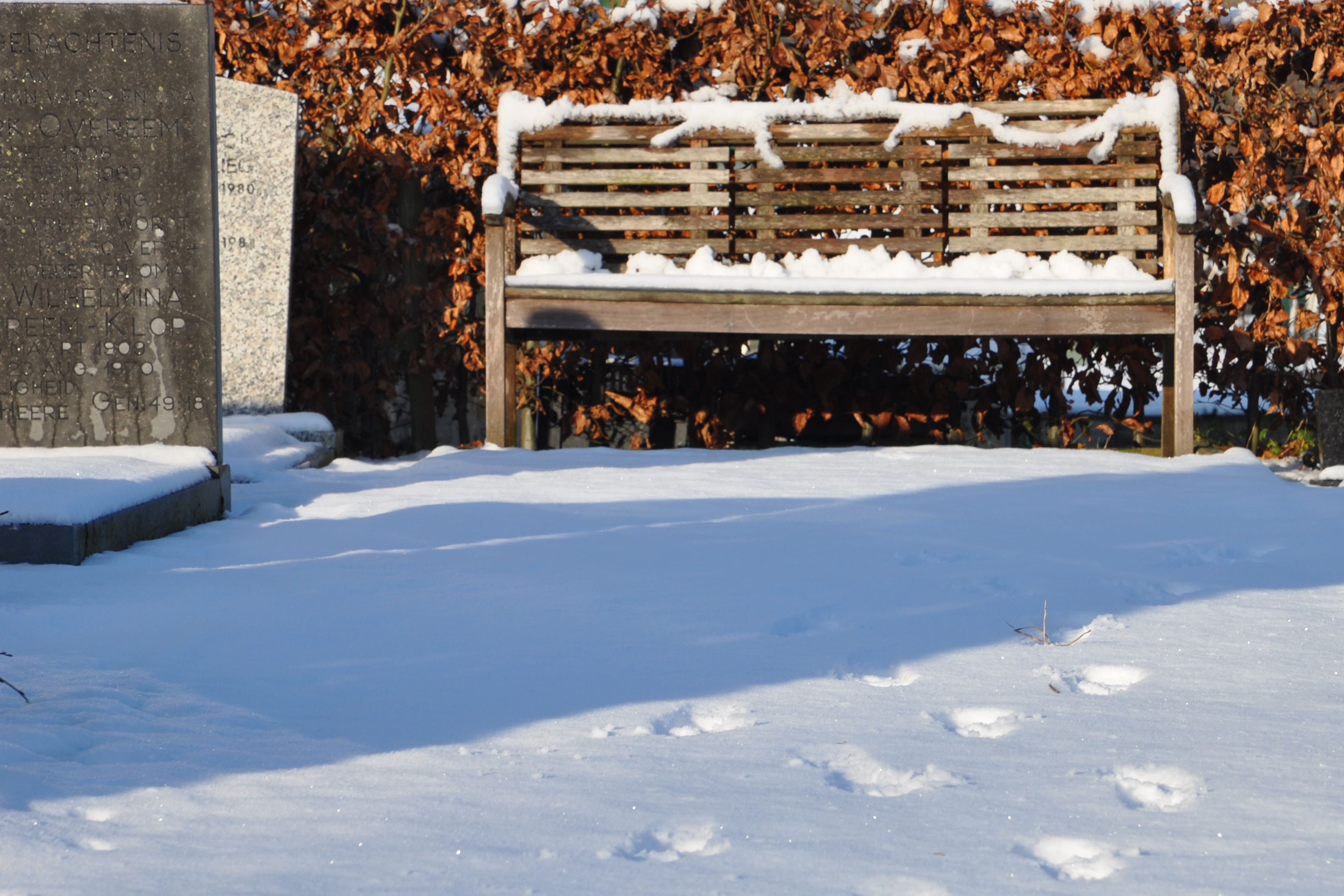
Bankje